# Gillian Carleton
Gillian Carleton (Scarborough, 3 de desembre de 1989) és una ciclista canadenca especialista en la pista. Va aconseguir una medalla de bronze als Jocs Olímpics de Londres en Persecució per equips.

## Palmarès
- 2012
  -  Medalla de bronze als Jocs Olímpics de Londres en Persecució per equips (amb Tara Whitten i Jasmin Glaesser)
- 2013
  - Vencedora d'una etapa a la San Dimas Stage Race
  - Vencedora d'una etapa al Tour du Languedoc-Roussillon
- 2014
  - 1a als Campionats Panamericans en Òmnium
  - Vencedora d'una etapa al North Star Grand Prix

### Resultats a laCopa del Món
- 2012-2013
  - 1a a Aguascalientes, en Persecució per equips